# No. 65 Squadron RAF

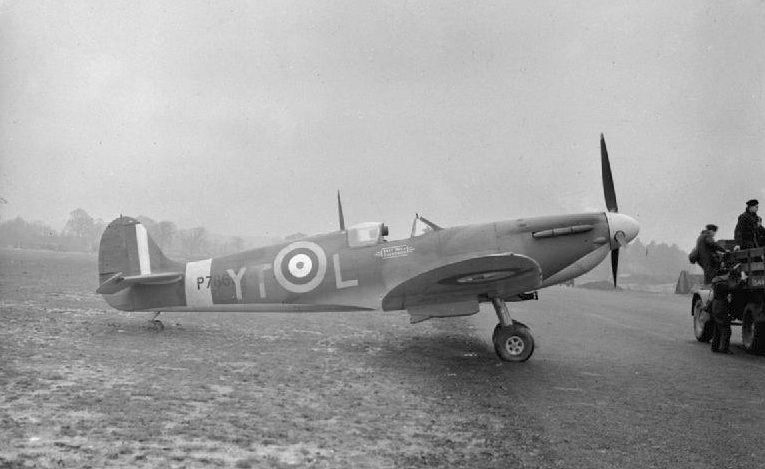
Un Supermarine Spitfire du No. 65 Squadron RAF (1940).

Le No. 65 Squadron est un escadron de la Royal Air Force (RAF).
Il est actif sur plusieurs périodes : de 1916 à 1919, de 1934 à 1961, de 1964 à 1970, de 1970 à 1974 et de 1986 à 1992 mais reste connu pour les deux guerres mondiales. Durant la Seconde Guerre mondiale, l'escadron basé à la RAF Hornchurch participe à la bataille d'Angleterre sur Supermarine Spitfire.
L'aviateur français René Mouchotte en a fait partie.